# Cercle de l'aviron de Chalon-sur-Saône

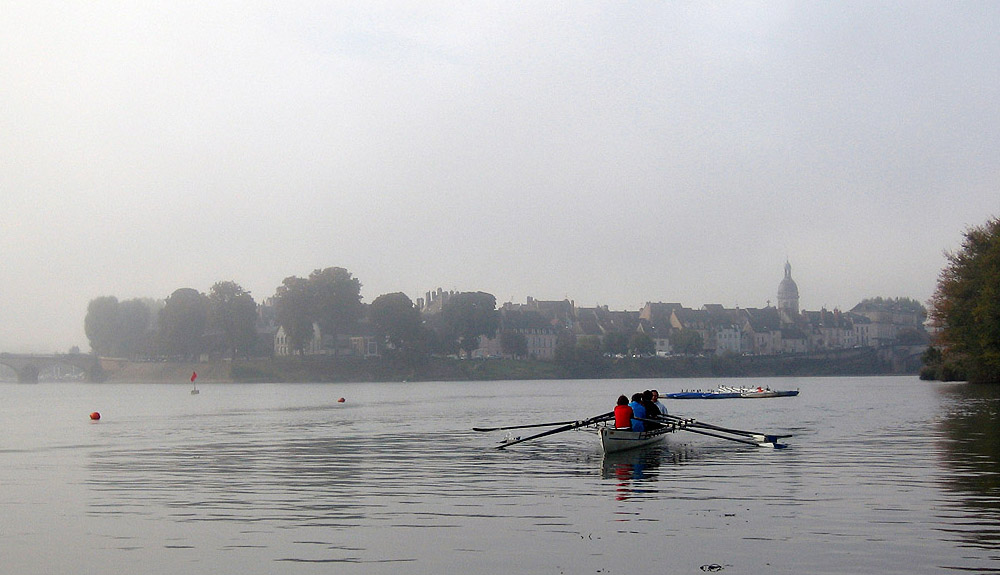
Le bassin d'aviron à Chalon-sur-Saône

Le Cercle de l'aviron de Chalon-sur-Saône (CAC) est une école et un club d'aviron, situé à la base nautique Adrien Hardy, rue d'Amsterdam, à Chalon-sur-Saône, sur les berges de la Saône, qui constitue un bassin naturel bien adapté à la pratique de ce sport.

## Historique
Fondée en 1881, la « Société des régates chalonnaises » a fusionné le 6 février 1939 avec le « Rowing Club » pour devenir le « Cercle de l'aviron de Chalon-sur-Saône » (CAC). 

## Palmarès international
- 1975, 1976 et 1977 André Picard[3], André Coupat [4], Michel Picard[5] sont Champions du monde en quatre de pointe poids léger, avec Francis Pelegri.
- 2001 Sidney Chouraqui[6] est Champion du monde en quatre de pointe avec barreur et Jean-Baptiste Dupy [7] est Champion du monde en huit.
- 2003 Adrien Hardy[8] est Champion du monde en double avec Sébastien Vieilledent.
- 2004 Adrien Hardy[8] est Champion olympique en double, aux Jeux olympiques d'été de 2004, avec Sébastien Vieilledent.
- 2006 Adrien Hardy[8] est Champion du monde en double avec Jean-Baptiste Macquet.
- 2008 Adrien Hardy[8]  est Champion d'Europe en huit.
- 2009 Fabrice Moreau[9] est Champion d'Europe en quatre de pointe poids léger.

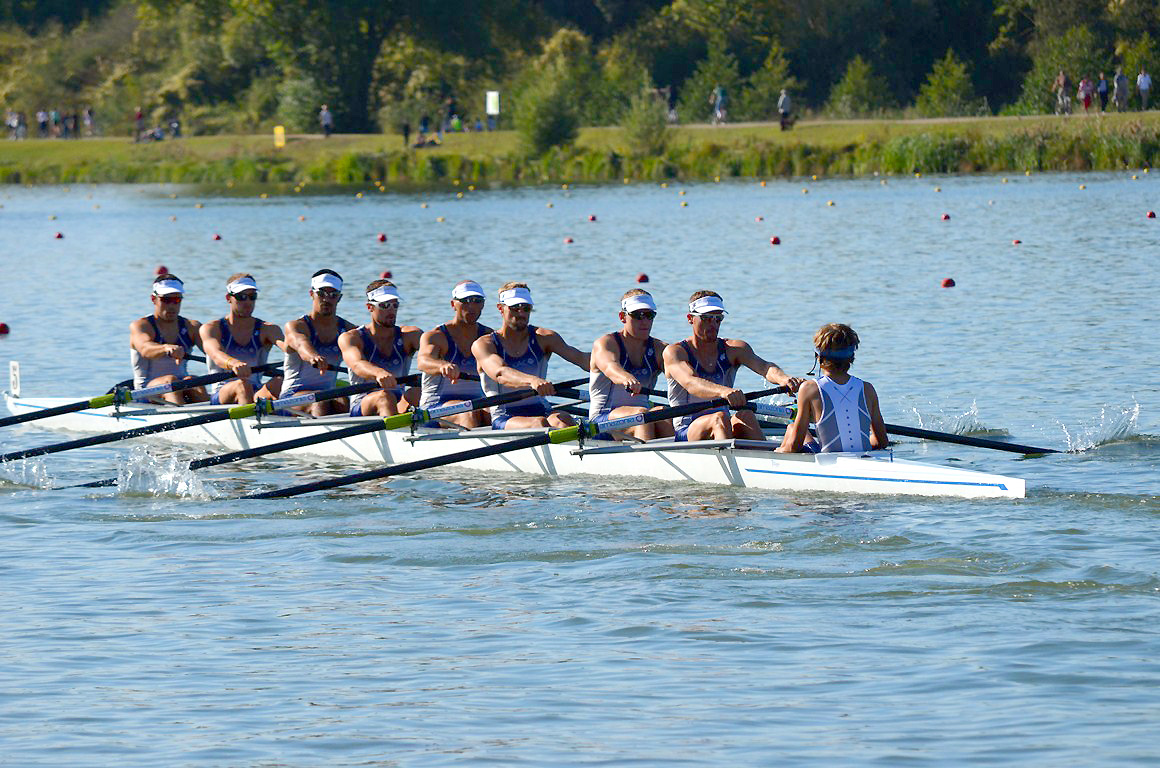
le huit avec barreur du CAC au Championnat de France 2012.

## Palmarès national
Le Cercle de l'aviron de Chalon-sur-Saône a gagné 47 titres nationaux dans toutes les catégories, dont 9 titres en bateaux courts :
- 1927 André Vaucher est Champion de France en skiff.
- 1974 André Picard[3] et André Coupat[4] sont Champions de France en deux de pointe.
- 1983 Dominique Lafoy[11] et Jean-François Bailleux[12] sont Champions de France en deux de pointe.
- 2002, 2003 et 2004 Adrien Hardy[8] est Champion de France en skiff.
- 2009 et 2012 Fabrice Moreau[9] est Champion de France en deux de pointe poids léger avec Franck Solforosi
- 2013 Marie Jacquet[13] est Championne de France en skiff.